# 越南—科特迪瓦关系
越南－科特迪瓦关系是指越南社会主义共和国与象牙海岸共和國（音譯科特迪瓦；意譯象牙海岸）之間的關係。兩國均為不結盟運動、77國集團、法文國家及地區國際組織成員國。

## 政治交流

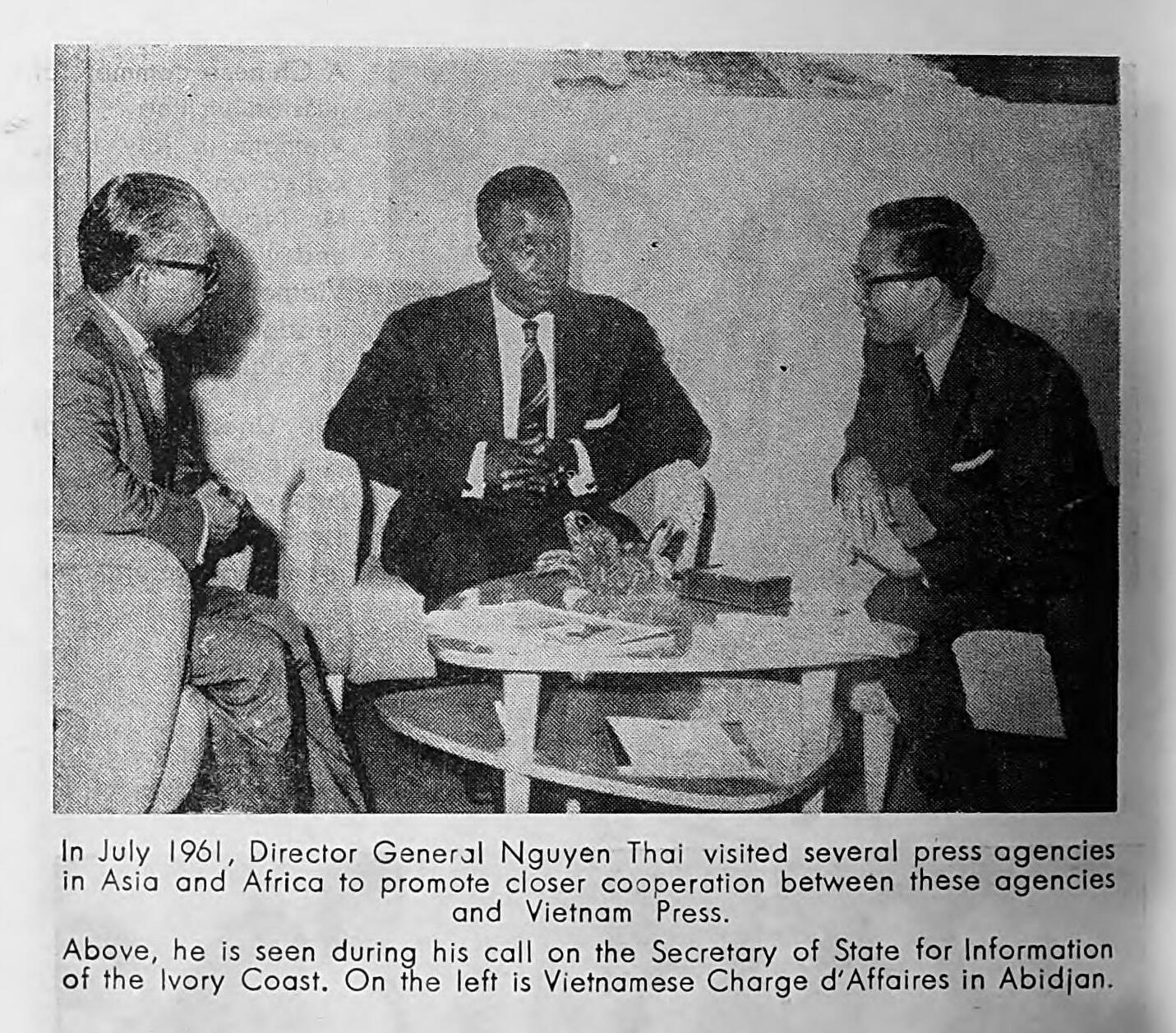
1961年，越南新闻社社长阮泰、越南驻象牙海岸临时代办会见象牙海岸同行

科特迪瓦和越南均曾經為法蘭西殖民帝國的一部分，直至兩國分別於1960年、1945年脫離法國獨立。冷战时期的科特迪瓦政府长期奉行反共主义，与越南民主共和国等共产主义国家鲜少往来。在越南战争期间，科特迪瓦承认越南共和国并与之建交，越南共和国也在阿比让开设了大使馆，两国关系一直维持至1975年南越覆亡。:5尽管如此，科特迪瓦政府仍然在430事件后的1975年10月6日与越南民主共和国及越南南方共和国建立了官方联系。1976年7月2日，两越统一为越南社会主义共和国，并继承与科特迪瓦的外交关系。
目前两国暂未在對方首都互設大使館，越南對象牙海岸的相關事務由越南駐摩洛哥大使館兼轄。而象牙海岸对越南的相關事務由象牙海岸駐華大使馆兼辖。而两国也在对方第一大城市互设名誉领事馆，以維持雙邊關係。
2019年，越共中央政治局委员、中央书记处书记、中央宣教部部长武文赏及政府副总理王廷惠先后对科特迪瓦进行了访问。

## 经贸合作关系

### 贸易
据越南工贸部数据，2017年5月，科特迪瓦与越南双边贸易总额达到10亿美元，一度跃居越南在非洲最大的贸易伙伴，直到2018年被南非超越。2020年，两国贸易总额达到11.09亿美元。越南为科特迪瓦第6大贸易伙伴，亦为后者在亚洲的第二大贸易伙伴，仅次于中国大陆。越南主要向科特迪瓦出口大米等产品，从科特迪瓦进口棉花、腰果等农产品。

### 投资
据越南計劃投資部统计，2016年，越南龙山股份有限公司在科特迪瓦有投资项目一个，总投资89.5万美元，主要经营腰果加工、分销、进出口等领域。科特迪瓦政府也积极吸引越南在工业、农业、建设、采矿等领域的投资，并建议越南考虑在科特迪瓦增设棉花、腰果加工厂。而越南西贡—河内商业股份银行等公司也正在计划于科特迪瓦开展投资。

## 侨民
2020年，约有300名越侨在科特迪瓦定居和工作，大多數居住在行政首都阿比让，经营商铺、餐馆与照相馆，还有大约1000名商人在两国之间进行贸易往来。目前亦已成立科特迪瓦越侨聯合會。其中，越侨阮丽鸳芳于2019年被越南外交部委任为越南在阿比让的名誉领事。